# ファンキューブシリーズ
ファンキューブシリーズ(Fun Cube)は、ナムコ（後のバンダイナムコアミューズメント）が2000年12月から2002年12月にかけて発売したシングルプレイ用メダルゲーム機である。

## 概要
1枚の基板に3つのゲームが収録されており、プレイヤーはゲームを選択後にメダルをベット(投入)してゲームを始める。
メダルは1～50枚までベットできる（ゲームセンターの設定によって制限枚数は異なる）。
ゲーム内容は基本的に単純なルールのミニゲームであり、雰囲気や難易度が異なるゲーム同士がカップリングされている。メダルゲームとしては思考力を有するゲームが多数存在する点も本作の特徴である。
ほぼ全てのゲームにダブルアップが搭載されていて、配当がある状態でゲームが終わるとダブルアップを行うことができる。勝てば2倍以上の配当が得られるが、負けてしまうと今までの獲得枚数が0枚になってしまう。
2002年2月に発売されたジャックポットリンクシステムに対応している。接続した各ゲームにメダルがBETされるとプログレッシブジャックポットの値が一定％（BET枚数の1％～15％間で設定可能）上昇。ジャックポット発生時に貯まった枚数がまとめて払い出される。本作以外にも、シューティングメダルシリーズ、ワイドプッシャーシリーズ、スラントプッシャーシリーズにも対応した。

## シリーズ

### ファンキューブ
2000年12月発売。
フーズフット
3×3のテーブルを使ったカードゲーム。鳥（赤）、犬（橙）、猿（黄）、豚（桃）、馬（水）、蛙（緑）の動物とその足跡のカード4枚ずつとジョーカー（黒）の13種52枚のカードを使うゲーム。
1枚ずつ出てきたカードを置きたい場所に置いていく。同じ動物の姿と足跡を縦か横に並べると1ポイント獲得し、揃えたカードが消える。ただし、ジョーカーは単体では消えない「おじゃまカード」だが、隣り合ったカードが消えると同様に消える。
また、L字に消した場合は同時消しとなり2ポイント、さらに特殊役として「同じカード3枚を揃えると1ポイント（これらは消えずに加算される）」「ジョーカー3枚を揃えると3ポイント」「全消し成功のパーフェクトで4ポイント」がある。
9マス全てが埋まるか52枚のカードを全て出し切ると終了。15ポイント以上で配当獲得となる。
ダブルアップは「エンジェル（金）」2枚と「ジョーカー」1枚がシャッフルされ、エンジェルを当てることができれば2倍、ジョーカーを引いたら没収。
オッズ表
| ポイント | オッズ |      | ポイント | オッズ |
| -------- | ------ | ---- | -------- | ------ |
| 15～19   | 3倍    |      | 35       | 100倍  |
| 20～24   | 5倍    | 36   | 200倍    |        |
| 25・26   | 10倍   | 37   | 300倍    |        |
| 27・28   | 15倍   | 38   | 400倍    |        |
| 29・30   | 20倍   | 39   | 500倍    |        |
| 31・32   | 30倍   | 40～ | 1000倍   |        |
| 33・34   | 50倍   |      |          |        |

ネコドコ？
マインスイーパのルールを応用した、7×7の49個の扉を使ったゲーム。
鍵を使って扉を開き、猫がいた場合はヒットとなり鍵も消費されない。足跡があった場合は鍵を消費したうえで「足跡の数だけその開けたマスの隣に猫がいる」というヒントが与えられる。例として足跡1つの場合は周辺8マスに、足跡2つの場合は周辺16マスのうちどこかにいることになる。足跡は最大4つまである。また、ヒントによっていないことが確定したマスは黒く表示され選択できない。状況次第では1つの足跡の周りに2匹以上猫がいる場合もある。
場合によっては扉を開けた際にアイテムが獲得できることもある。「かつおぶし」を手に入れた場合は鍵が1個増え、「猫じゃらし」を手に入れた場合はリプレイ権を獲得、「すず」を手に入れた場合はランダムに隠れている猫1匹の場所が判明、「さかな」を手に入れた場合は隠れている全ての猫の場所が明らかになる。
8つある鍵を消費しきる前に4匹の猫の場所を当てることができれば勝利となり、残った鍵に応じた配当が得られる。
ダブルアップは2つの家の中から猫がいる方を当てる。当たれば2倍、外せば没収。
オッズ表
| 残り鍵数 | オッズ |                      | 残り鍵数 | オッズ |
| -------- | ------ | -------------------- | -------- | ------ |
| 1つ      | 1倍    |                      | 5つ      | 20倍   |
| 2つ      | 2倍    | 6つ                  | 50倍     |        |
| 3つ      | 3倍    | 7つ                  | 100倍    |        |
| 4つ      | 5倍    | 8つ （パーフェクト） | 200倍    |        |

カラービンゴ
6×6のパネルを利用したゲーム。このゲームのみベット額が決まっている。
1BETした時点で中央の2×2の4マスが赤・黄・青で表示。以降は1BETして残るマスを1マス指定しスロットに挑む。スロットは赤・青・黄・ドクロの4つの出目となっており、ドクロ以外を出せばその色のマスとなって残る。
同じ色が縦・横・斜めに3マス以上連続するか、色に関係なく3×3以上の正方形を作ることができれば配当となる（役は上位兌換となっており、例として「4×4」が成立した場合「3×3」4つ分の配当は加算されない）。
ただし、ドクロを引いた時点でゲームオーバーとなり配当は全て没収される。配当が発生していればいつでもコレクトして配当を確定させることもできる。
このゲームにはダブルアップは無く、最大配当は6ライン12本（480枚）+5ライン4本（80枚）+4ライン4本（40枚）+3ライン4本（20枚）+フルオープン（1000枚）の1620枚。BET額29枚を引いて1591枚の儲けとなる。
オッズ表
| ライン | オッズ |              | ボックス | オッズ |
| ------ | ------ | ------------ | -------- | ------ |
| 3つ    | 5枚    |              | 3×3      | 1枚    |
| 4つ    | 10枚   | 4×4          | 10枚     |        |
| 5つ    | 20枚   | 5×5          | 100枚    |        |
| 6つ    | 40枚   | フルオープン | 1000枚   |        |

### ファンキューブ2
2001年5月発売。
パンツァーアサルト
対戦車砲撃という形を取ったゲーム。プレイヤーの砲弾には「弾の強さ」として1から10があり、相手の戦車には「戦車の強さ」として1から9の数字が割り振られる。
4列の砲弾にはそれぞれ現在発射できる砲弾の数字と次に補充される弾が表示される。相手の戦車は現在の戦車と次の戦車、次の次の戦車の3台の強さが表示される。
相手の戦車の強さより大きい数字の砲弾を撃つことで戦車を撃破できる。また、同じ強さの砲弾を撃った場合は次の戦車も含めて2台撃破することができる。戦車の強さより小さい数字の砲弾を撃った場合は効かず、次の砲弾が装填される。また、次に補充される砲弾も表示されており、発射された列に追加される。
1ステージにつき砲弾は20発あるが、登場する戦車は30台のため、いかに効率よく撃破するかが求められる。30台撃破すればクリアとなり次のステージへ進める。なお、残した弾は次のステージに繰り越すことができ、最大30発からスタートできる。全4ステージ制。
弾が全て無くなるか、現在の強さより弱い砲弾しかなくなった時点で終了。25台以上撃破で配当が発生し、以後撃破数に応じて配当が増える。
ダブルアップは3台の戦車の中から1台を砲撃し、倍率が書いてある戦車であれば当たりとなり倍率分（2倍・3倍）の配当を獲得。0倍の戦車だった場合は没収。ただし、「ミス」として撃破できなかった場合はドローとなる。
アップ！アップ！
3×3の9枚のパネルを使用するゲーム。各ステージごとに絵柄に応じたランクが設定されており、これまでに選択したパネルの中で一番上位のパネルよりも上位のパネルを選ぶことを目指す。選ぶことができれば1ポイント獲得。最上位の「NEXT」パネルを引くことができればリセットされ次のステージとなる。6ポイント以上獲得で配当となる。配当を獲得した場合は任意のタイミングで降りて配当を確定させることもできる。ダブルアップはなし。
ただし、下位のパネルを選んでしまうとライフを1つ失う。ゲーム開始時にはライフが3つあり、全て失うとゲームオーバーとなり配当も没収される。ライフは3ステージクリアごとに1つ回復し、最大5つまで持つことができる。
オッズ表
| ポイント | オッズ |    | ポイント | オッズ |        | ポイント | オッズ |
| -------- | ------ | -- | -------- | ------ | ------ | -------- | ------ |
| 6        | 1倍    |    | 13       | 10倍   |        | 21       | 80倍   |
| 7        | 2倍    | 14 | 12倍     | 22     | 100倍  |          |        |
| 8        | 3倍    | 15 | 16倍     | 23・24 | 120倍  |          |        |
| 9        | 4倍    | 16 | 20倍     | 25～29 | 160倍  |          |        |
| 10       | 5倍    | 18 | 30倍     | 30～34 | 600倍  |          |        |
| 11       | 6倍    | 19 | 40倍     | 35     | 2000倍 |          |        |
| 12       | 8倍    | 20 | 60倍     |        |        |          |        |

速札(はやふだ)
スピードをアレンジしたゲーム。手札の7枚のカードのうち1枚を出し、そのカードにつながるようにトランプを出していく（「K」と「A」はつながっている）。カードを1枚出すたびに手札は1枚補充される。
カードを出す考慮時間は1回につき5秒用意されており、早く出すと残り秒数分タイムポイントが増えるが、5秒を経過すると1秒につき1ポイントタイムポイントが減っていく。
ただし、ジョーカーを出した場合はタイマーがストップし考えることができる他、次のカードは何からでも始めることができる。
カードが出せなくなった時点で終了。出した枚数とタイムポイントに応じて配当が決定する。なお、2周目に突入した場合はさらにオッズが上昇する。
ダブルアップは配られた7枚のカードの色が赤・黒どちらが多いかを当てる。的中で2倍、外すと没収。なお、カードの色が7枚揃った場合はボーナスも獲得できる。
オッズ表
カードカウント
| 枚数   | オッズ |        | 枚数   | オッズ |
| ------ | ------ | ------ | ------ | ------ |
| 15～17 | 1倍    |        | 39～41 | 9倍    |
| 18～20 | 2倍    | 42～44 | 10倍   |        |
| 21～23 | 3倍    | 45・46 | 15倍   |        |
| 24～26 | 4倍    | 47・48 | 20倍   |        |
| 27～29 | 5倍    | 49・50 | 25倍   |        |
| 30～32 | 6倍    | 51・52 | 30倍   |        |
| 33～35 | 7倍    | 53・54 | 50倍   |        |
| 36～38 | 8倍    | 55・56 | 100倍  |        |

タイムポイント
| ポイント | オッズ |          | ポイント | オッズ |
| -------- | ------ | -------- | -------- | ------ |
| 50～99   | 1倍    |          | 350～399 | 15倍   |
| 100～149 | 2倍    | 400～449 | 20倍     |        |
| 150～199 | 3倍    | 450～499 | 30倍     |        |
| 200～249 | 5倍    | 500～549 | 50倍     |        |
| 250～299 | 7倍    | 550～    | 100倍    |        |
| 300～349 | 10倍   |          |          |        |

### ファンキューブ3
2001年9月発売。
パネルマッチベースボール
野球と神経衰弱を合わせたゲーム。1セットにつき16枚のカードが表示され、その中にホームラン・スリーベース・ツーベース・ヒット・エンドラン・フォアボール・デッドボール・スチールの8種類のカードの中から8ペア（2ペア以上同じカードが入る場合もある）が入っている。
カードを選び、同じカードであれば出したカードの効果が発動する（走者がいない場合の「スチール」「エンドラン」はカードの消化のみ）。ただし、揃わなかった場合はアウトとなるが、稀にファールとなってアウトカウントが増えないときもある。また、「代打」が登場した場合は1組のカードの中身を見ることができる。8ペア作ることができれば新たに2ペア・4枚が補充される。
3アウトになるまでゲームを行うことができ、1点でも獲得すればベット数×得点分が配当となる。なお、50点獲得で「コールドゲーム」として打ち止めとなるため、最高配当は50倍となる。
ダブルアップは相手の投球コースを「高さ（高め・低め）」「内外（内角・外角）」の4通りから選ぶ。高さ・内外ともに当たればホームランで2倍、両方とも外すと没収、どちらか1つが当たった場合はランダムで2倍か没収が決まる。
五段重ね将軍
1から25の数字が付いた城を積み上げるゲーム。5箇所の置き場に表示された城を積み上げていく。ただし、数字は下から順に数字が大きくなっていかなければならない（例として「5」→「12」→「18」→「22」→「25」といった形）。置けなくなった時点で終了。15軒以上積み上げれば配当獲得。25軒積み上げのパーフェクトを達成した場合はさらなる配当が望める2周目に挑むことができる。また、同じ色（1～5の橙、6～10の黄、11～15の水、16～20の緑、21～25の紫）を同じ場所に4軒以上積み上げるとボーナス配当を獲得できる。
ダブルアップはカード対決。5枚のカードが用意されており、強い順に将軍→旗本→忍者→浪人→商人となる。ただし、商人は将軍にのみ勝つことができる。最初に相手のカードが決定後、5枚の中から相手より強いカードを引けば2倍、弱かった場合は没収。同じカードだった場合は引き分けとなる。
オッズ
| ポイント | オッズ |        | ポイント | オッズ |
| -------- | ------ | ------ | -------- | ------ |
| 15～17   | 1倍    |        | 40～42   | 50倍   |
| 18～20   | 2倍    | 43～45 | 70倍     |        |
| 21～22   | 3倍    | 46～47 | 100倍    |        |
| 23       | 5倍    | 48     | 120倍    |        |
| 24       | 10倍   | 49     | 150倍    |        |
| 25～39   | 30倍   | 50     | 200倍    |        |

シークレットカラー
マスターマインドを応用したゲーム。赤・青・黄・緑・紫・水の6色の中から正解となるボールの並び順を当てる。ただし、一般的なマスターマインドゲームとは違い、同じ色のボールが2個以上含まれている場合もある。
1回の解答ごとに色と位置があっている個数が「〇」で、色はあっているが場所があっていない個数が「△」で表示される。これをもとに5回のチャンスで当てることができれば配当獲得。
オッズは1回目 30倍→2回目 10倍→3回目 3倍→4回目 1倍→ラストチャンス ?倍（ランダムで1倍か0倍に決まる）。
ダブルアップはルーレットとなっており、赤・緑・青・黄の中から16マスあるルーレットがどこに止まるかを当てる。それぞれ個数と倍率に差があり、赤は8マスあり2倍、緑は4マスあり4倍、青は2マスあり8倍、黄は1マスあり16倍となる。ただし、没収となる紫も1マス入っている。

### ファンキューブ4
2002年3月発売。
アストロオーブ
5個の玉の中から色またはマークが同じオーブを消していくゲーム。色は10色、マークは12種類ある。5個の出現箇所には26回ずつオーブが出現し、最初と最後はオールマイティ(どの組合せでも消せる)となる。オーブが消せなくなるか65ペアすべて消すとゲーム終了となる。ダブルアップでは2つのカップの中からオーブが入っている方を予想し、当たれば2倍、外れれば没収。
オッズ表
| ペア数 | オッズ |        | ペア数 | オッズ |      |
| ------ | ------ | ------ | ------ | ------ | ---- |
| 15～19 | 1倍    | 20～24 | 2倍    | 50~54  | 50倍 |
| 25~29  | 3倍    | 55~59  | 70倍   |        |      |
| 30~34  | 5倍    | 60~64  | 90倍   |        |      |
| 35~39  | 10倍   | 65     | 100倍  |        |      |
| 40~44  | 20倍   |        |        |        |      |
| 45~49  | 30倍   |        |        |        |      |

すごろくアドベンチャー　ハイスクールぱらダイス
3つのサイコロの中から1つを選んでプレイヤーを進める。サイコロを振れる回数がなくなると終了。チャンスマスに止まると好感度またはサイコロを振れる回数、またはその両方が上昇する。8ポイント以上獲得で配当となる。ダブルアップではコンピューターとじゃんけんをし、勝てば2倍、引き分けなら1倍、負ければ没収となる。
坊主めくり外伝　ボンズアウト　
コンピュータと対戦する坊主めくりゲーム。コンピュータに20枚以上の差をつけている時に終了ボタンを押すとその時点での配当を獲得できる。コンピュータに10枚以上の差をつけられると負けとなり、今までの配当も没収される。　
札は姫(没収された札をすべて自分のものにし、さらに1枚引く)、殿(自分の札に1枚加え、プレイヤー側が引いたときのみ後述のアイテムをランダムで出す)、坊主(自分の札を全部没収)、蝉丸(双方の札を両方没収)の4種類ある。
アイテムはかつら(坊主を1回だけ無効にする)、福の絵馬(終了時の配当が2倍)、透視眼鏡(各山の1番上の札が見える)、リモコン(次にコンピュータが引く札を選べる)の4種類ある。
ダブルアップは5枚の札の中から当りを引けば勝ちとなる。当たりを引く前に姫を引けばさらに配当が上がる。

### ファンキューブ5
2002年12月発売。
モジーナ
8種類のひらがなパネル(あ、か、お、く、ろ、し、き、い)を使って3×3の盤面に色を表す単語(あか、あお、くろ、きいろ、しろ)を作る。縦または横に色を表す単語を作れるとポイント獲得となり、そのパネルが消滅する。また、組み合わせが合っていれば並び順は問わない。同時に2つ以上の単語を作るとボーナスポイントを獲得できる。10ポイント以上獲得で配当となる。ダブルアップでは「当」1つと「×」2つまたは「当」2つと「×」1つのパネル中から「当」を引けば配当が2倍、「×」を引けば没収となる。
モドキノ
25枚のパネルの中から宝が隠されているパネルを予想する。宝は5個隠されているが、予想は1~5箇所することができる。2個以下予想した場合は1箇所でも、3個以上予想した場合は2箇所以上当てると配当となる。ダブルアップでは5枚のパネルのうち「剣」パネルと「ドクロ」パネルのうちどちらが多いか予想する。当たれば配当が2倍、外れれば没収となる。
連札(つれふだ)
4×4の盤面に横に2枚つながったトランプを置いていく。連続した3つの数字の組み合わせか3つの同じ数字の組み合わせを縦、横またはL字型に揃えるとそのカードは消えてポイントを獲得できる。また、AとKはつながり、組み合わせが合っていれば順番は問わない。カードが消せなくなると終了。13ポイント以上獲得で配当となる。ダブルアップでは2枚のカードのうち数字の大きい方を当てる。当たれば配当が2倍、外れれば没収となる。